# Mörkt vatten
För den svenska filmen från 2012 med samma namn, se Mörkt vatten (film)
Mörkt vatten (original Black Water) är en roman av den amerikanska författaren Joyce Carol Oates, utgiven 1992. År 2007 kom den första svenska översättningen.

## Handling
Romanen handlar om Kelly Kelleher, en författare, som träffar en senator på en fest på USA:s nationaldag den 4 juli. Senatorn vill bjuda Kelleher till sitt hotellrum utanför ön där de träffades, men när de färdas i bil till senatorns bostad, tappar han kontrollen över bilen och de hamnar i ett träsklikt kärr. Senatorn tar sig ur bilen, men Kelleher blir kvar under vattnet. Oates skildrar dramat utifrån Kellehers synvinkel.
Romanen är baserad på den beryktade bilolyckan vid Chappaquiddick Island i juli 1969, där senator Edward Kennedy framförde en bil med sin sekreterare Mary Jo Kopechne som passagerare. Vid Dike Bridge tappade Kennedy kontrollen över bilen, och den hamnade i vattnet. Kennedy lyckades ta sig ur bilen, medan Kopechne omkom.